# Aelius Donatus
Aelius Donatus (4. století) byl římský gramatik a učitel rétoriky, autor několika významných literárně-teoretických děl. O jeho živote víme pouze tolik, že byl učitelem Hieronyma.

## Dílo
- komentář k Terentiovi – dochován celý až na oddíly týkající se komedie Heautontimoroumenos (), kompilace starších pramenů
- komentář k Vergíliovi – dochován pouze úvodní životopis Vergilia (Vita Vergilii) čerpající ze ztraceného Suetoniovo díla a první část komentáře k sbírce Bucolica.
- Ars grammatica (Gramatika), dělí se na kratší Ars minor (Malá gramatika) a Ars maior (Velká gramatika) – obě díla jsou významnou příručkou latinské gramatiky, která byla používaná jako učebnice během celého středověku. Malá gramatika se zaobírá slovními druhy, Velká gramatika stylistikou a metrikou.

Až do 19. století byl Aelius Donatus mylně ztotožňován s Tiberiem Claudiem Donatem, jiným autorem komentářů k Vergiliovi (Interpretationes Vergilianae), které se celé dochovaly.